# Crna kokoš
Crna kokoš (fr. La poule noire) poznata i pod podnaslovom "Kokoš koja nese zlatna jaja" (fr. la poule aux oeufs d'or), crnomagijski grimorij kojeg se datira u 18. stoljeće. Navodi se 1740. kao godina tiskanja, ali je izgledno da je djelo tiskano dosta kasnije, moguće krajem istog stoljeća. Autorstvo se pripisuje nepoznatom francuskog časnika u Napoleonovoj vojsci. U sadržaju se predstavlja otkrivanje tajnih znanja o izradi i korištenju magičnih talismana i prstenova, a uključuje i zabilješke o nekromanciji i kabali. Najznačajniji magijski resurs koji se spominje u knjizi je crna kokoš ili kokoš koja nese zlatna jaja, pomoću koje praktičar magije može steći veliko bogatstvo.
Ovaj je grimorij sadržajno povezana s priručnikom magije Grand Grimoire (Crveni zmaj) i Crnom kukavijom koja je zapravo prerada Crne kokoši. Jedna od varijanti grimorija nosi naziv Blago starca s piramida.

## Vanjske poveznice
- Crna kokoš - encyclopedia.com (engl.)